# Umberto Colombo (piłkarz)
Umberto Colombo (ur. 21 maja 1933 w Como, zm. 26 października 2021) – włoski piłkarz, występujący na pozycji pomocnika.
Z zespołem Juventus F.C zdobył mistrzostwo Włoch (1957, 1958, 1961). Dwukrotnie wywalczył Puchar Włoch z Juventusem (1959, 1960) i jeden raz z Atalantą Bergamo (1963). W latach 1959–1960 rozegrał 3 mecze w reprezentacji Włoch.